# 三星領世旗艦III
三星領世旗艦III (SM-G9198) 是韓國三星電子在2015年中在中國市場推出的Android行動通訊產品，擁有兩個3.9英寸AMOLED螢幕，為三星領世旗艦的後繼機。

## 規格[1]

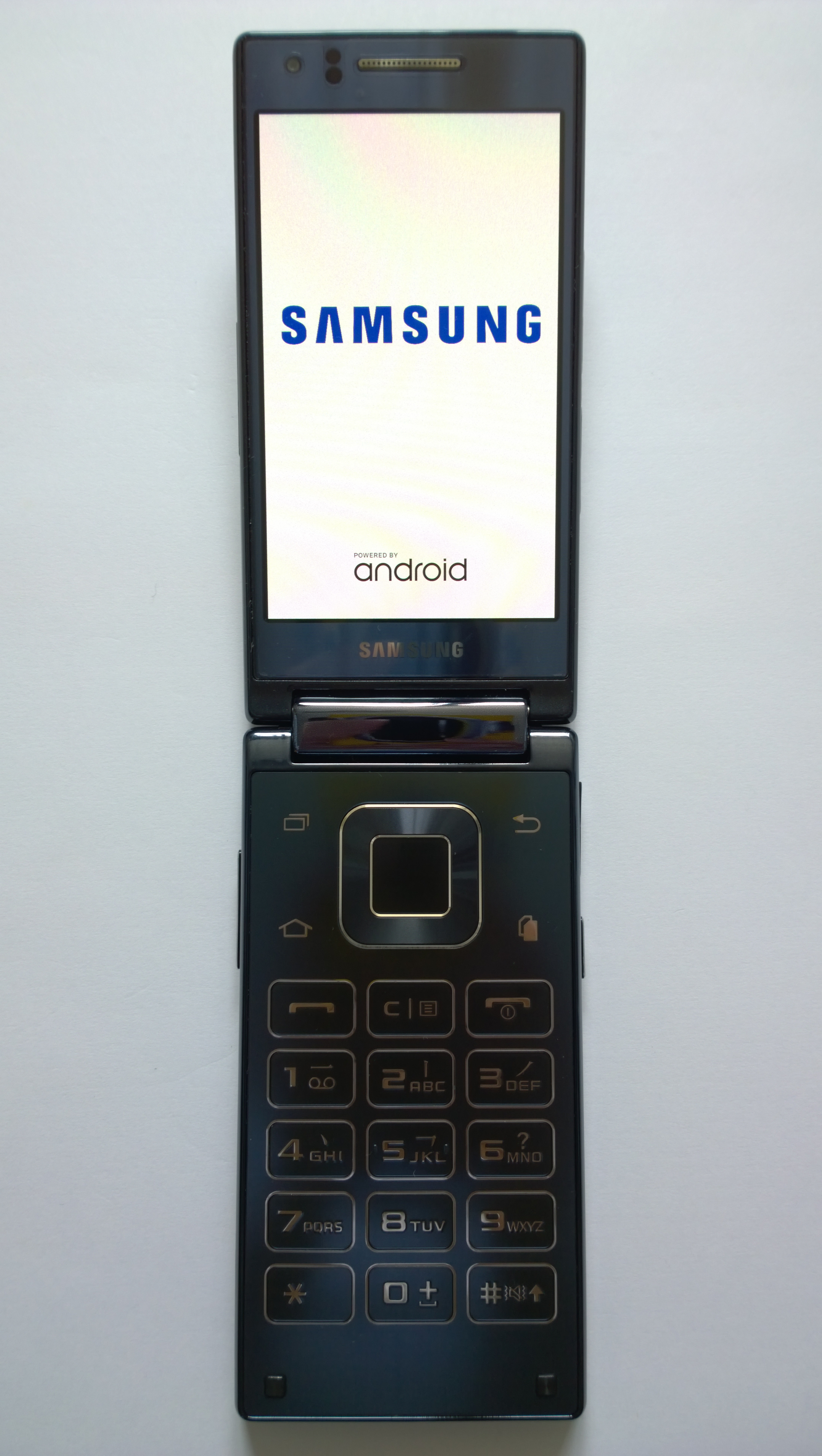
SM-G9198配置實體按鍵和觸控屏幕

- 通信系統：GSM，WCDMA，TD-SCDMA，FDD LTE，TDD LTE
- 螢幕：雙3.9" HD Super AMOLED 768 x 1280 (WXGA)
- 處理器：高通骁龙808 1.8GHz+1.4GHz 六核心
- 系統：Android 5.1 和TouchWiz用户界面
- 相機：1600萬像素（有LED閃光燈）/500萬像素[2]

## 圖冊

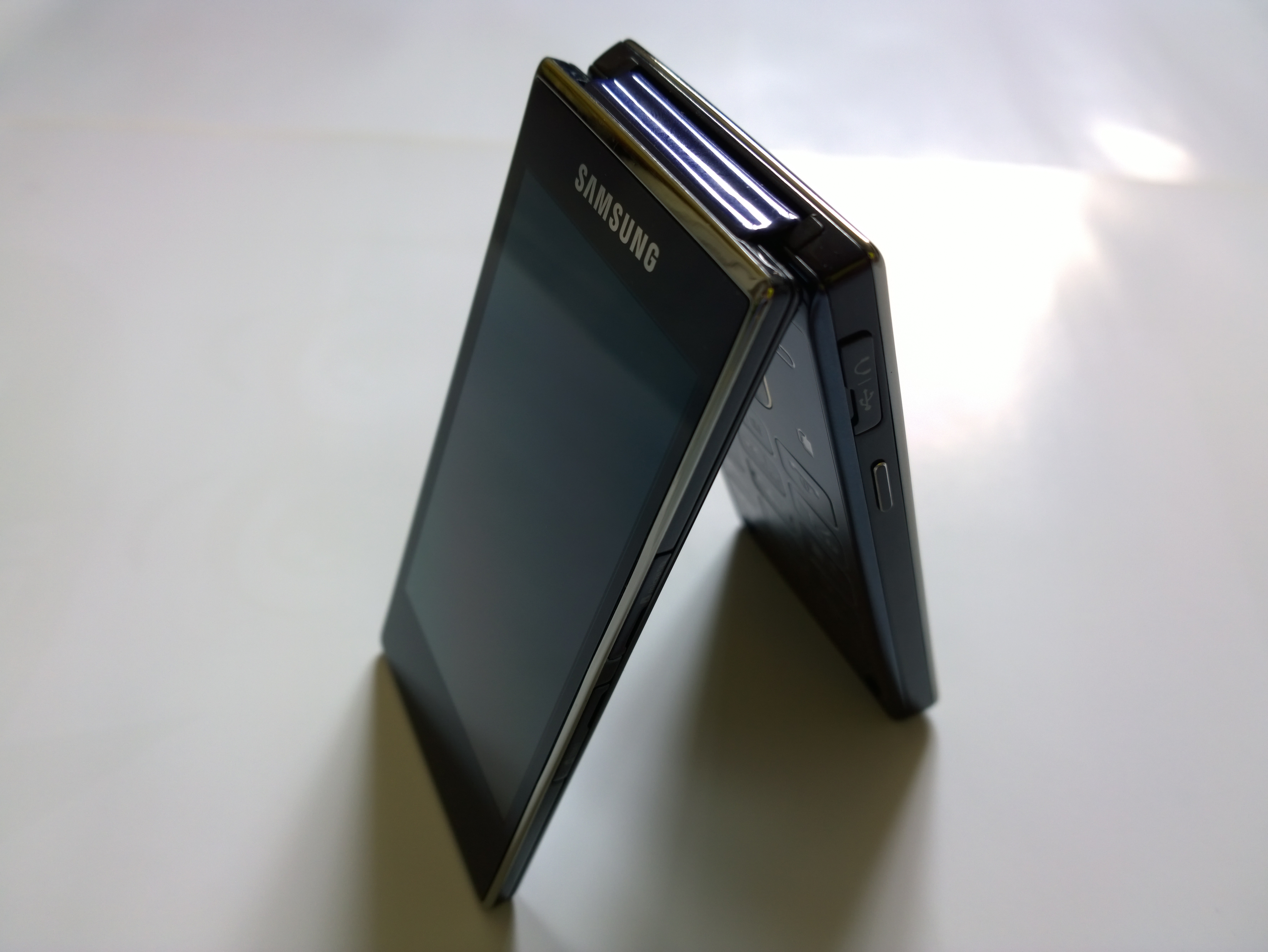
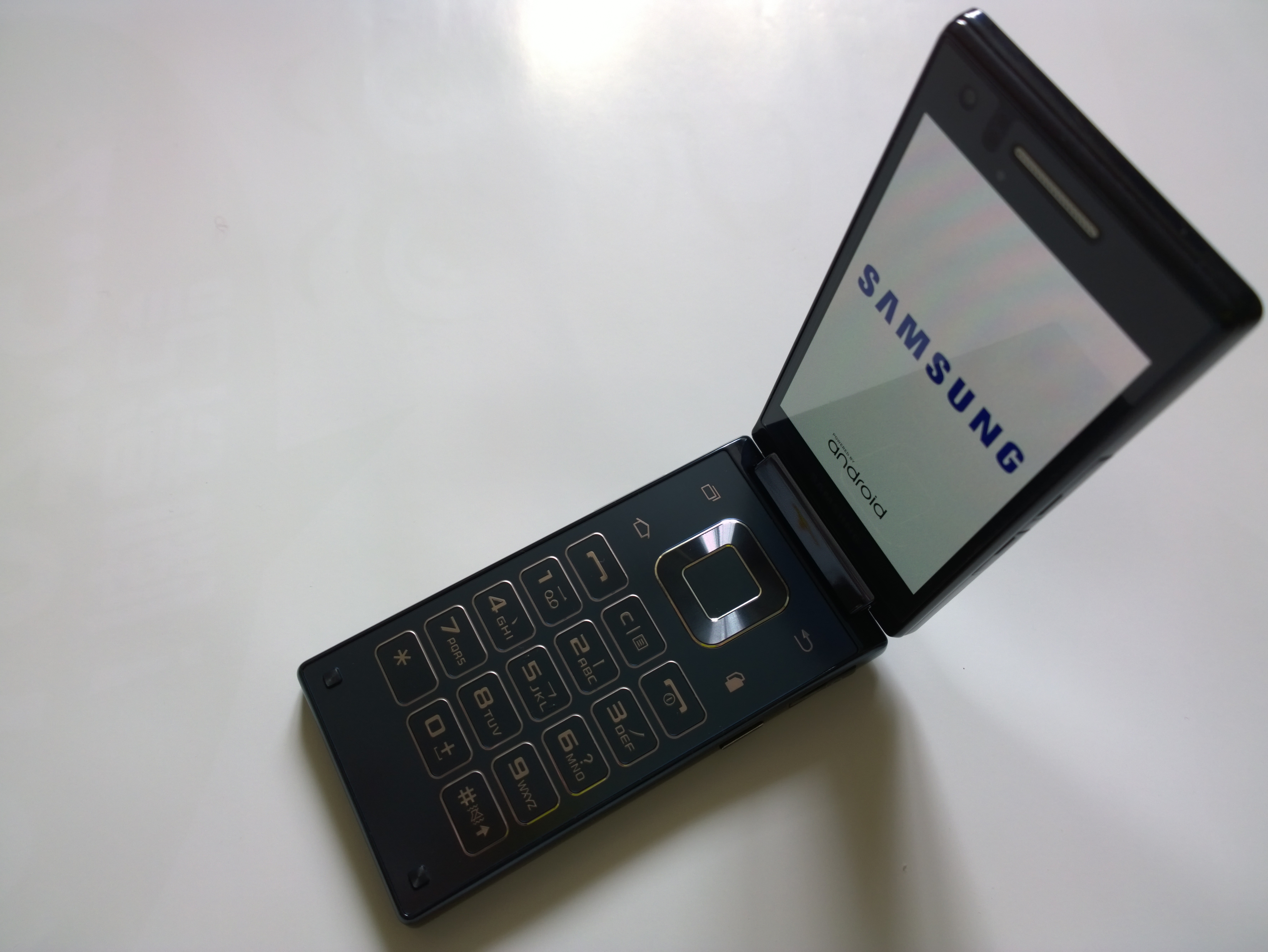
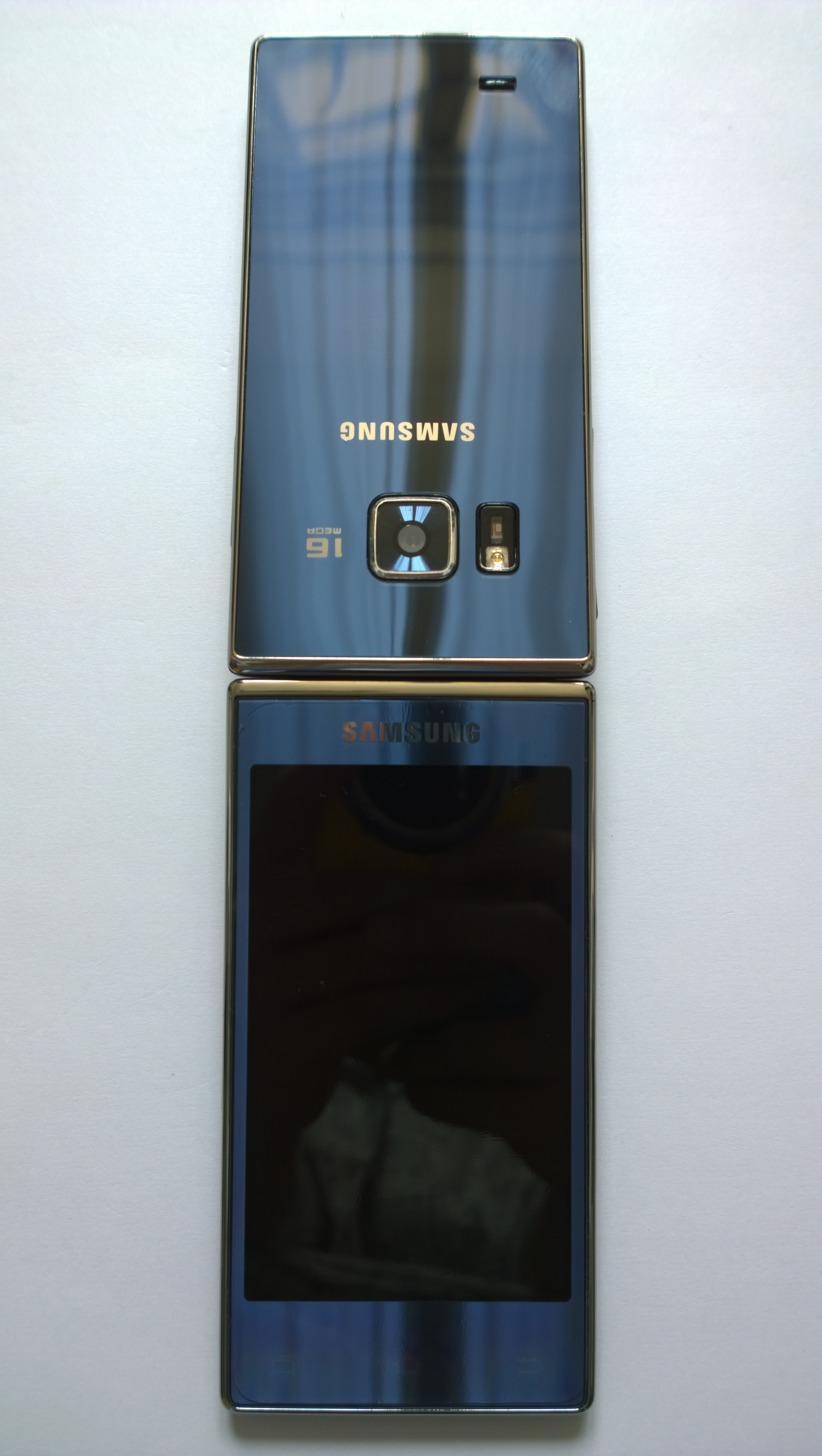